# Barrage de Keban
Le barrage de Keban est un barrage turc sur l'Euphrate situé à la limite des provinces d'Elazığ et de Tunceli. Le barrage, dont les travaux débutent le 12 juin 1966 et qui est mis en service en 1975, est dans le district de Keban de la province d'Elâzığ.
Il se voulait à l'origine le pendant turc du barrage d'Assouan, en Égypte. Il le fut jusqu'à ce que débute la construction du barrage Atatürk, en aval près d'Adıyaman.

## Agriculture
La région dépendait, avant la construction du barrage, de la fonte des neiges pour ses cultures sèches. Depuis, celle-ci est devenue l'une des principales productrice de céréales du pays.

## Sources
- Site de l'agence gouvernementale turque des travaux hydrauliques (en)